# Carfizzi
Carfizzi (IPA: [karˈfiʦʦi]; Karfici in arbëreshë) è un comune italiano di 497 abitanti della provincia di Crotone in Calabria.
Si trova ad un’altitudine media di 512 m s.l.m. su una collina tra il Parco Nazionale della Sila e la costa ionica. Confina con i comuni di Cirò, Melissa, Pallagorio, San Nicola dell'Alto e Umbriatico.

## Storia

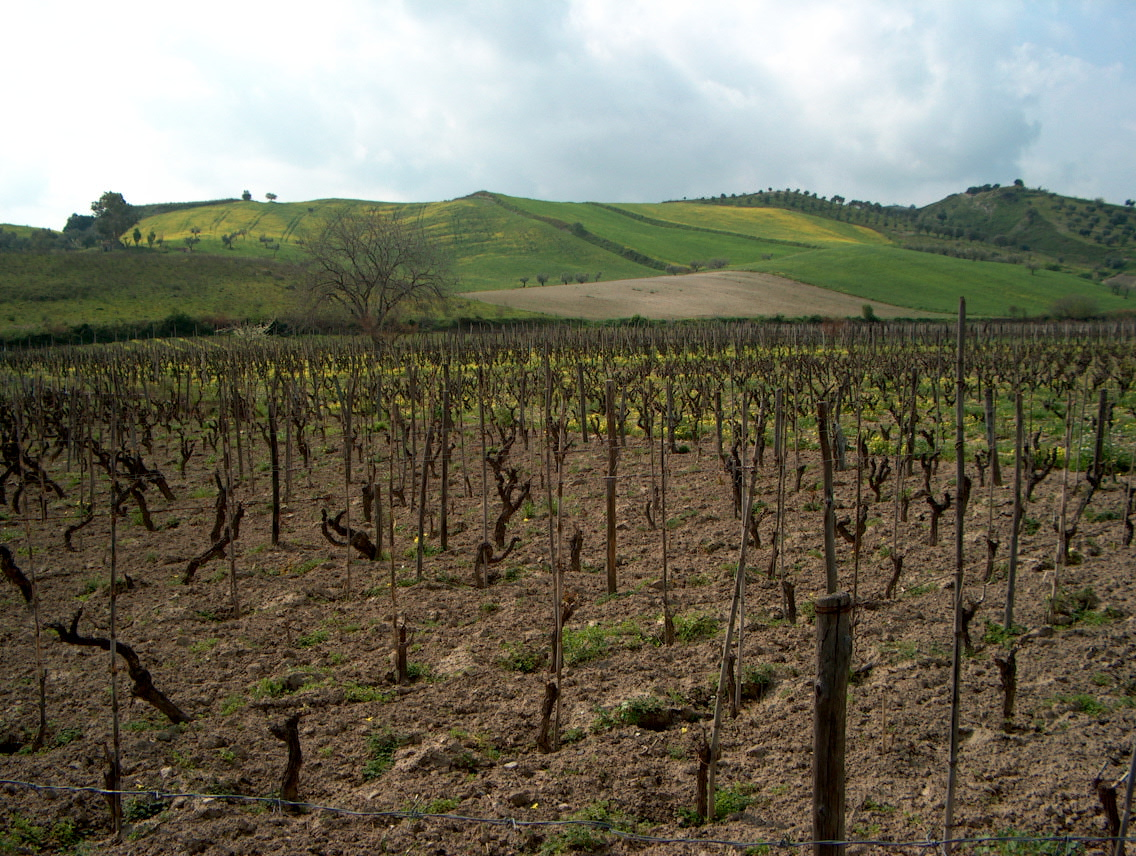
Campagna e vigneto del territorio comunale di Carfizzi

Benché non vi siano né documenti scritti né reperti archeologici che possano attestare l'esistenza di Carfizzi in tempi antichi
Carfizzi (lat.: Scarfitium o Carfidae), spesso denominato Scalfizzi, fu fondato dagli abitanti dei tre villaggi di Sancta Venere, Lucrivium (Lu Trivio) e Carfidi.
I primi documenti riguardanti il territorio, dove oggi si trova Carfizzi, risalgono all’inizio della dominazione angioina (1282-1362) quando, nel 1276, "Lucrivium cum Sancta Venera" vennero tassati per circa 150 abitanti.
I territori di Sancta Venere e quello del vicino Lu Trivio, facevano parte del Giustizierato di Valle di Crati e Terra Giordana e furono dati in concessione a diversi vassalli. Nel 1284 erano feudi del cavaliere "Petrus Follusus"; alla sua morte, senza lasciare eredi, nel 1285, ritornarono alla Regia Curia. Nel 1291, re Carlo II d'Angiò, concesse a Giovanni Vigerio i casali di "Torlocii, Sancti Leonis, Lutrurii et Sancte Venere" (Torlocio, San Leone, Lutrivio e Sancta Venere). Nel 1292 troviamo infeudato il milite Andrea de Pratis con i casali di "Cutrinii et Sancti Veneris" in Val di Crati.
Agli inizi del '400 i feudi appartenevano alla famiglia Morano di Catanzaro, baroni di Cotronei, concessogli da Antonio Centelles, viceré della Calabria dal 1437. Il 23 dicembre del 1444, re Alfonso I riconobbe a Giannetto de Morano la successione nei beni feudali paterni siti in Calabria, e cioè […] un feudo nelle terre di Cirò e Melissa denominato Santa Venere.
Il feudo di "Carfidi" rimase in potere della famiglia Morano fino al 1563 quando fu ceduto ai Badolato di Cosenza. Ma nel 1576 il feudo ritornò ai Morano e, nel 1630, da Aurea Morano, padrona delle terre di Cotronei e Scarfizzi, passò al pronipote Orazio Sersale juniore, barone di Belcastro che, nel 1640, lo vendette alla famiglia de Filippis.
Il feudo rimase alla famiglia de Filippis sino al 1687, quando Innocenza de Filippis vendette "la Terra di Carfizzi" a Scipione Pisciotta di Casabona. Il feudo di Carfizzi passò poi al duca di Belcastro Fabio Caracciolo, che lo tenne un solo anno (1696), e quindi, nel 1697, al patrizio napoletano Scipione Moccia.
Il feudo rimase ai Moccia sino al 1766 quando fu venduto a Nicola Malena di Rossano. I Malena, col titolo di marchesi di Carfizzi, mantennero il feudo fino all’eversione della feudalità da parte di Giuseppe Bonaparte nel 1806.
Con la legge del 19 gennaio 1807, Carfizzi fu riconosciuto Università (comune) del Governo di Strongoli, mentre nel 1811 divenne frazione di San Nicola dell’Alto. Nel 1816 fu trasferito dalla provincia di Cosenza a quella di Catanzaro, mentre nel 1904 il paese divenne comune autonomo.

### L’arrivo degli Albanesi
Sul finire del XV secolo il feudo, appartenente ai Morano, venne ripopolato con gente albanese. Da allora “Carfidi” comparirà nelle numerazioni dei fuochi, dalle quali risulta tassato nel 1508 per 23 fuochi albanesi. Nella prima metà del '500 "Carfidi" era abitato da una ottantina di Albanesi e del doppio nella seconda metà del '500. Si ritiene tuttavia che la popolazione, che viveva in "pagliari", era senz’altro di molto superiore; infatti era consuetudine che, all’avvicinarsi dei contatori regi, gli Albanesi disfacevano parte delle loro povere abitazioni di paglia e quindi, avvenuta la numerazione, le ricostruivano nuovamente.
Tra il 1662 e il 1666, avvenne il passaggio al rito latino. Così scriveva il vescovo Vitaliano Marescano durante il vescovato del catanzarese: "[…] Il villaggio di Carfizzi è abitato similmente da Greci aventi un proprio principe ed un proprio parroco arciprete latino, che presiede all'unica chiesa matrice e parrocchiale sotto il titolo di S. Veneranda […]".  Oggi Carfizzi è fra i paesi che hanno conservato la lingua, la cultura e le tradizioni del paese di origine, ma ha perso il rito greco-bizantino.

## Società

### Evoluzione demografica
Abitanti censiti

### Etnie e minoranze straniere
Secondo i dati ISTAT al 31 dicembre 2009 la popolazione straniera residente era di 50 persone. Le nazionalità maggiormente rappresentate in base alla loro percentuale sul totale della popolazione residente erano:
- Romania 11 1,38%
- Somalia 10 1,26%
- Macedonia del Nord 9 1,13%

## Cultura
Carfizzi detiene il primato di gemellaggi e di contatti con il paese d'origine, l'Albania. Infatti ogni anno, tra il paese balcanico e il piccolo centro del marchesato Crotonese, si intrattengono una serie di visite con scambi culturali, che via via si stanno intensificando di numero, coinvolgendo sempre più persone e istituzioni, con l'organizzazione e lo svolgimento di manifestazioni teatrali e musicali nel neo anfiteatro.
Il paese nel periodo estivo è arricchito dalla presenza di molti stranieri per il Festival dei Popoli, organizzato dall'amministrazione, che si svolge da qualche anno. In periodo estivo si può assistere a varie manifestazioni folcloristiche con le donne che indossano i costumi tradizionali albanesi ornati di preziosi monili d'oro tramandati di madre in figlia. La festa patronale in onore di Santa Veneranda si svolge il 27 luglio.

## Economia
L'economia di Carfizzi si basa prevalentemente sull'agricoltura (viti e ulivi in particolare) e sull'allevamento (capre e pecore).
È tradizione della popolazione dedicarsi alla tessitura a telaio soprattutto di coperte variopinte e disegni orientaleggianti. Importante è anche l'oreficeria tradizionale.

## Amministrazione
| Periodo        | Periodo        | Primo cittadino           | Partito                                                 | Carica  | Note |
| -------------- | -------------- | ------------------------- | ------------------------------------------------------- | ------- | ---- |
| 23 aprile 1995 | 13 giugno 1999 | Nello Alfieri             | Partito Democratico della Sinistra                      | sindaco |      |
| 13 giugno 1999 | 13 giugno 2004 | Nello Alfieri             | lista civica                                            | sindaco |      |
| 13 giugno 2004 | 7 giugno 2009  | Caterina Carmela Tascione | lista civica                                            | sindaco |      |
| 7 giugno 2009  | 25 maggio 2014 | Carmine Maio              | Partito Democratico lista civica "Insieme per Carfizzi" | sindaco |      |
| 25 maggio 2014 | 26 maggio 2019 | Carmine Maio              | Partito Democratico lista civica "Insieme per Carfizzi" | sindaco |      |
| 26 maggio 2019 | in carica      | Mario Antonio Amato       | lista civica "Insieme per Carfizzi"                     | sindaco |      |